# František Wich
František Wich (* 30. listopadu 1962 Vysoké Mýto) je český hudební publicista a rozhlasový redaktor. Je autorem encyklopedie zahraničního rocku a popu a specialistou na frankofonní hudební scénu.

## Život
Po maturitě na SPŠS ve Vysokém Mýtě zakončil v roce 1987 studia na FSv ČVUT v Praze (obor KD).
V první polovině 90. let stál za hudební tváří tehdy začínajících rádií Profil Pardubice a OK Hradec Králové. Následně nepravidelně publikoval mj. v časopisech Bang! a Music Store a deníku MF Dnes. V roce 1999 mu nakladatelství Volvox Globator vydalo dvoudílnou publikaci ROCK & POP ENCYKLOPEDIE, obsahující přes 2100 hesel zahraniční scény (ISBN 9788072072781).
Po období, kdy se věnoval mj. fotografování, se k muzice vrátil až v roce 2015. Od té doby se ale jeho zájem soustředí především na scénu frankofonní populární hudby. V roce 2019 začal připravovat rozhlasové pořady Francouzské wichytávky (rádia Hey! a Color) a Air France (rádio Orlicko). V poslední době přibližuje danou hudební oblast i návštěvníkům svých audiovizuálních Francouzských wichytávek.